# Meunasah Hagu (Meureudu)
Meunasah Hagu is een bestuurslaag in het regentschap Pidie Jaya van de provincie Atjeh, Indonesië. Meunasah Hagu telt 109 inwoners (volkstelling 2010).